# 徳島市田宮公園プール
徳島市田宮公園プール（とくしましたみやこうえんプール）は、徳島県徳島市の田宮運動公園内にある市民プール。別名ワークスタッフ田宮プール。

## 概要
日本水泳連盟2種公認の50mプール、流水プール（125m×6m）、幼児用プールがある。徳島市内には他に徳島県蔵本公園プールがある。公園内には他にも徳島市陸上競技場がある。

## 施設概要
- 所在地：〒770-0004 徳島県徳島市南田宮2丁目69-1
- 設立：1979年（昭和54年）12月24日
- 敷地面積：5,800平方メートル
- コース：8コース（50m）
- 流水プール：1周125m×幅60m×水深1m
- 幼児プール：248平方メートル・水深25cm

## 営業時間
- 7月10日〜8月31日（10:00〜17:00）

## 交通
- JR徳島線・高徳線 佐古駅より徒歩約15分。
- 徳島市営バス 田宮公園口バス停下車から徒歩約5分。